# Ira Davenport
Ira Nelson Davenport (ur. 8 października 1887 w Winfield, zm. 17 lipca 1941 w Dubuque) – amerykański lekkoatleta specjalizujący się w biegach sprinterskich i średniodystansowych, olimpijczyk, piłkarz.
Uczestniczył w rywalizacji na V Igrzyskach olimpijskich rozgrywanych w Sztokholmie w 1912 roku. Startował tam w dwóch konkurencjach lekkoatletycznych. W biegu na 400 metrów odpadła w fazie półfinałowej. W biegu na 800 metrów dotarł do finału, gdzie z czasem 1:52,00, zdobył brązowy medal. Wziął także udział w olimpijskim turnieju baseballowym.
W latach 1909−1911 grał w drużynie piłkarskiej, później został trenerem drużyny Loras College w Dubuque.
Rekordy życiowe: 440 jardów – 48,5 (1912); 800 metrów – 1:52,0 (1912).